# Radioversie
De radioversie (of radio edit, radio version, single version, single edit) van een muziekstuk is een speciaal voor de radio gemaakte versie van een nummer. Vaak gaat het om een ingekorte versie van een langer nummer. Inkorten maakt het nummer voor radiozenders aantrekkelijker om te draaien. Dat draagt bij aan meer airplay.
Nummers afkomstig van een album worden soms aangepast voor de radio, bijvoorbeeld door het in te korten. Een voorbeeld hiervan is Talk van Coldplay, waarop een andere opbouw en tekst te horen is. Zulke versies maken soms afkeurende reacties los bij de liefhebbers van bepaalde muziek, bijvoorbeeld wanneer belangrijke gedeelten, zoals complete coupletten, zijn weggelaten.
Er zijn ook radioversies die extra productie bevatten, zoals toegevoegde instrumenten of geluiden. Een ander soort radioversie is een korte remix van een nummer. Dit kan worden gedaan door de artiest zelf of door een andere artiest, zoals Tiësto's Just Be (Antillas Radio Mix).
Bands bepalen meestal zelf de radioversie, hoewel platenmaatschappijen ook een vinger in de pap hebben. In het vinyltijdperk was de radioversie ook wel bekend als 7-inch edit of 7-inch version, vernoemd naar de afmeting (in inches) van de single.